# Balatonvilágos
Balatonvilágos là một thị trấn thuộc hạt Veszprém, Hungary. Thị trấn này có diện tích 29,21 km², dân số năm 2010 là 1186 người, mật độ 41 người/km².